# 分水岭镇
分水岭镇，原为分水岭乡，是中华人民共和国四川省泸州市江阳区下辖的一个乡镇级行政单位。

## 行政区划
分水岭镇下辖以下地区：
分水社区、青春村、肖祠村、石佛村、曹河村、肖嘴村、沙鹅村、连坡村、青锋村、火炬村、大悲村、红卫村、大南村、观音阁村、石踏边村、常乐寺村、马双村、黎山村、石壳咀村、楼子山村和回龙寺村。

## 特产
分水油纸伞：中国地理标志产品。2008年成功申报国家级非物质文化遗产。